# Tauron Stal Mielec
PGE Stal Mielec ist ein polnischer Handballverein aus Mielec. Er entstand im Juni 1997 als eigenständiger Verein, zuvor wurde Handball beim Hauptverein „Stal Mielec“ gespielt. Die erste Herren-Mannschaft spielt in der höchsten polnischen Spielklasse, der PGNiG Superliga Mężczyzn. Die Heimspiele werden in der MOSiR-Halle in Mielec ausgetragen. Zu den Erfolgen zählen der Vize-Meistertitel 1975 und der Pokalgewinn 1971.

## Name
Der Verein trat unter verschiedenen Namen auf:
- 1997–2000 Stowarzyszenie Piłki Ręcznej Stal Mielec (SPR Stal Mielec)
- 2000–2011 Stowarzyszenie Piłki Ręcznej BRW Stal Mielec (SPR BRW Stal Mielec)
- 2011 Stowarzyszenie Piłki Ręcznej Stal Mielec (SPR Stal Mielec)
- 2011–2013 Tauron Stal Mielec
- 2013 Stowarzyszenie Piłki Ręcznej Stal Mielec (SPR Stal Mielec)
- 2013–heute PGE Stal Mielec

## Trainer
Die Mannschaft wurde von 1997 bis 1999 und von 2001 bis 2004 von Robert Zawada, von 2004 bis 2006 von Jacek Nowak, von 2006 bis 2007 von Edward Strząbała, von 2007 bis 2008 von Wojciech Ostrowski und seit 2008 von Ryszard Skutnik trainiert.

## Kader Saison 2012/2013
Krzysztof Lipka, Lech Kryński, Łukasz Janyst, Paweł Wilk, Michał Chodara, Damian Kostrzewa, Rafał Gliński (K), Łukasz Szatko, Grzegorz Sobut, Marek Szpera, Adam Babicz, Paweł Gawęcki, Kamil Krieger, Hubert Kornecki, Damian Krzysztofik, Mirosław Gudz

## Erfolge
- 2. Platz in der Saison 1974/1975
- 3. Platz in der Saison 2011/2012
- 3. Runde im Challenge Cup 2011/2012

## Nationalspieler aus dem Verein
Einige Spieler des Vereins wurden auch für die polnische Nationalmannschaft aufgestellt. Dazu zählen Stanisław Baran,  Jerzy Gackowski, Franciszek Gąsior, Jan Gmyrek, Jerzy Górski, Rafał Gliński, Łukasz Janyst, Jan Kamiński, Andrzej Kącki, Marek Kordowiecki, Zenon Łakomy, Marek Pazdur, Jerzy Sobczak, Ryszard Skutnik, Henryk Trojanowski, Adam Wdowiarz, Robert Zawada